# Miercurea Ciuc
Miercurea Ciuc  (in ungherese Csíkszereda , in tedesco Szeklerburg) è un municipio della Romania di 41 971 abitanti, capoluogo del distretto di Harghita, nella regione storica della Transilvania.
Fanno parte dell'area amministrativa anche le località di Ciba, Harghita-Băi e Jigodin-Băi.
La maggioranza della popolazione (oltre l'80%) è di etnia Székely; la città è ufficialmente bilingue, con l'uso parallelo del romeno e dell'ungherese.

## Geografia fisica
La città si trova nella parte orientale del distretto, sulle rive del fiume Olt e ad un'altitudine di 662 m s.l.m.; fino al 1918 era il capoluogo del comitato di Csík del Regno d'Ungheria.

## La città

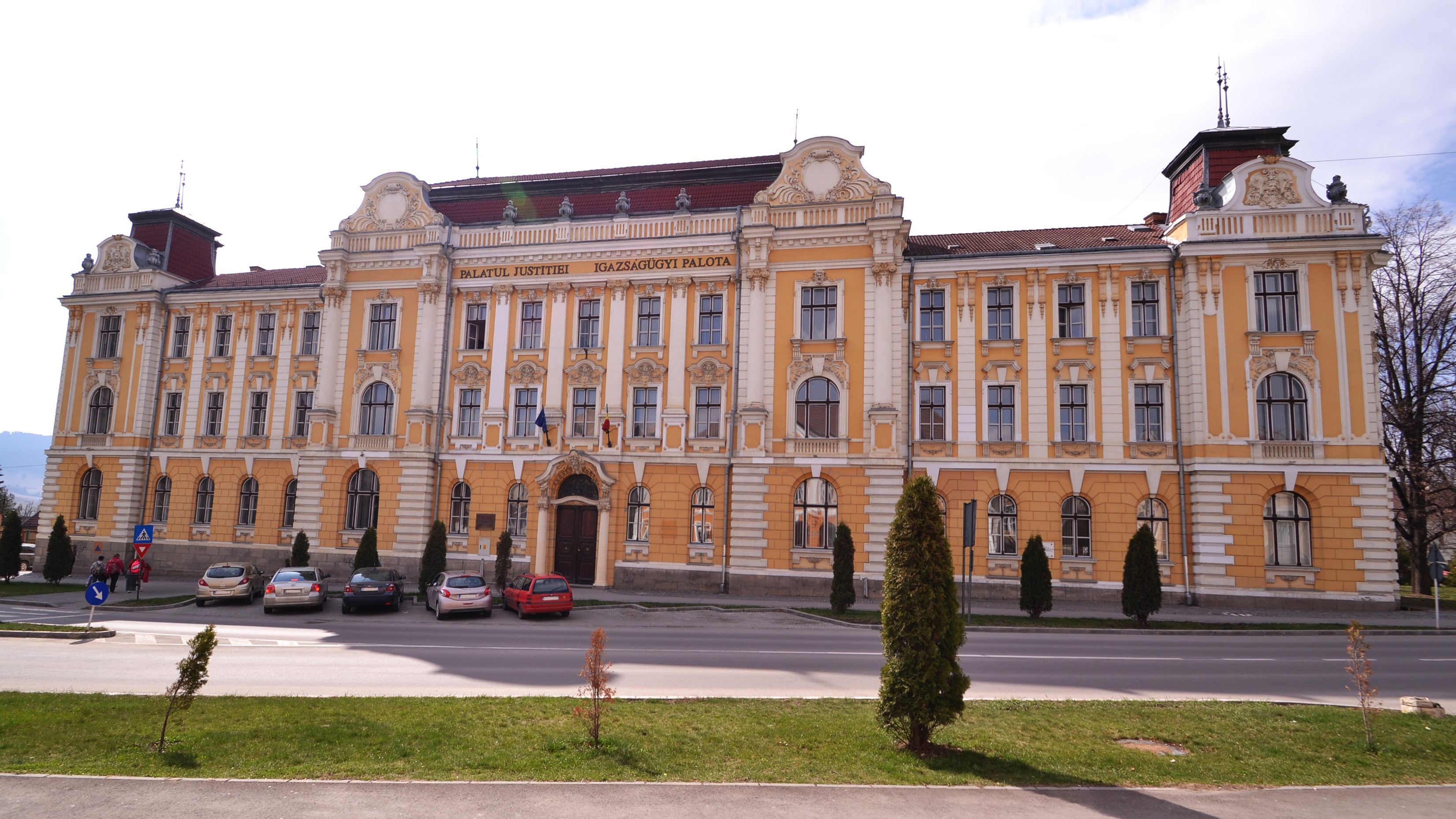
Palazzo di giustizia

Il centro abitato dovette svilupparsi fra il XIV e il XV secolo, anche se il primo documento scritto attestante la presenza della città risale al 5 agosto 1558 e reca la firma di Isabella, madre del principe di Transilvania Zsigmond János. Miercurea Ciuc divenne il capoluogo del distretto di Harghita nel 1968 e, con questo avvenimento, il regime comunista iniziò la costruzione di un nuovo centro cittadino nel tipico stile socialista; la città continuò a svilupparsi come un centro della cultura Székely finché, caduto il regime, nel 2001 un vecchio albergo chiamato Hotel Harghita venne trasformato per diventare la sed principale della Sapientia - Università Ungherese di Transilvania, con sedi anche a Cluj-Napoca e a Târgu Mureș, la prima università ungherese della Romania, a gestione privata.
Nel centro cittadino, il monumento più importante è il Castello Mikó, in stile tardo-rinascimentale; il castello venne originariamente fatto costruire nel XVII secolo da Ferenc Mikó Hídvégi, consigliere del Principe di Transilvania Gabriele Bethlen. Distrutto completamente durante l'invasione dei Tatari del 1661, venne ricostruito ai primi del XVIII secolo per essere usato prevalentemente come caserma: oggi il castello ospita il Museo Csík Székely. Accanto al castello si trovano un piccolo museo etnografico, il palazzo municipale del 1886 ed il palazzo di giustizia, costruito nel 1904.
La costruzione più recente del centro della città è il cosiddetto Tempio del Millennio, costruito nel 2001 su progetto dell'architetto ungherese Imre Makovecz; le sue linee molto particolari hanno prodotto giudizi assai controversi, anche per la sua vicinanza della Chiesa barocca della Santa Croce.

## Economia
La città è nota per la fabbrica di birra che porta il suo stesso nome (). La birreria è stata fondata nel 1974 e la prima bottiglia è uscita dagli impianti un anno più tardi. Recentemente il marchio è stato acquisito dall'olandese Heineken.

## Amministrazione

### Gemellaggi
Miercurea Ciuc è gemellata con le seguenti città:
- Bălți, dal 1991
- Budakeszi, dal 1997
- Cegléd, dal 1994
- Gyula, dal 1993
- Gödöllő, dal 1994
- Heves, dal 1994
- Kaposvár, dal 1990
- Makó, dal 1990
- Tiszaújváros, dal 1997
- Óbuda
- Želiezovce, dal 1991
- Riehen, dal 1995
- Bečej, dal 1995

## Galleria d'immagini

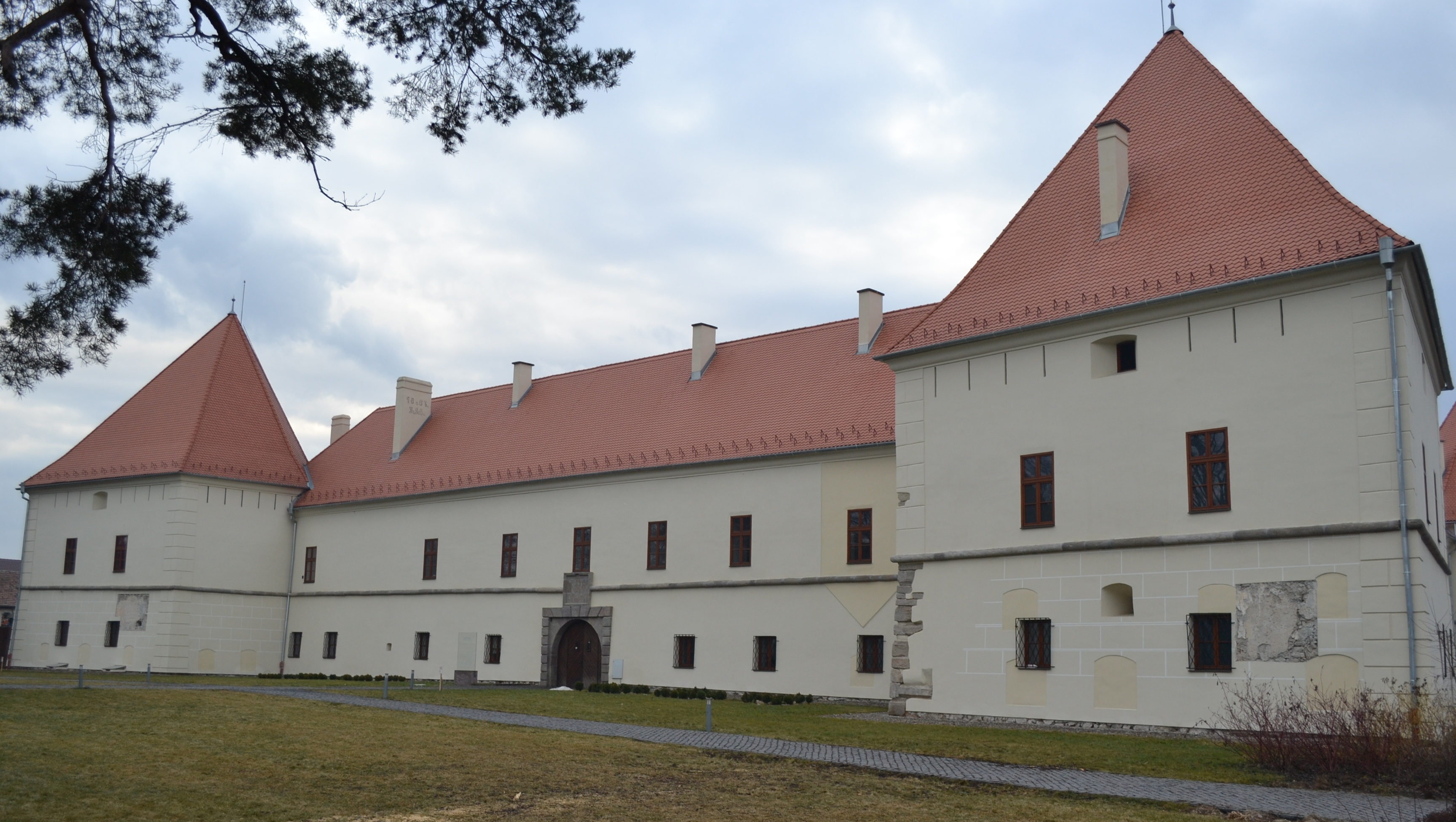
Il Castello Mikó (Museo Csíki Székely)
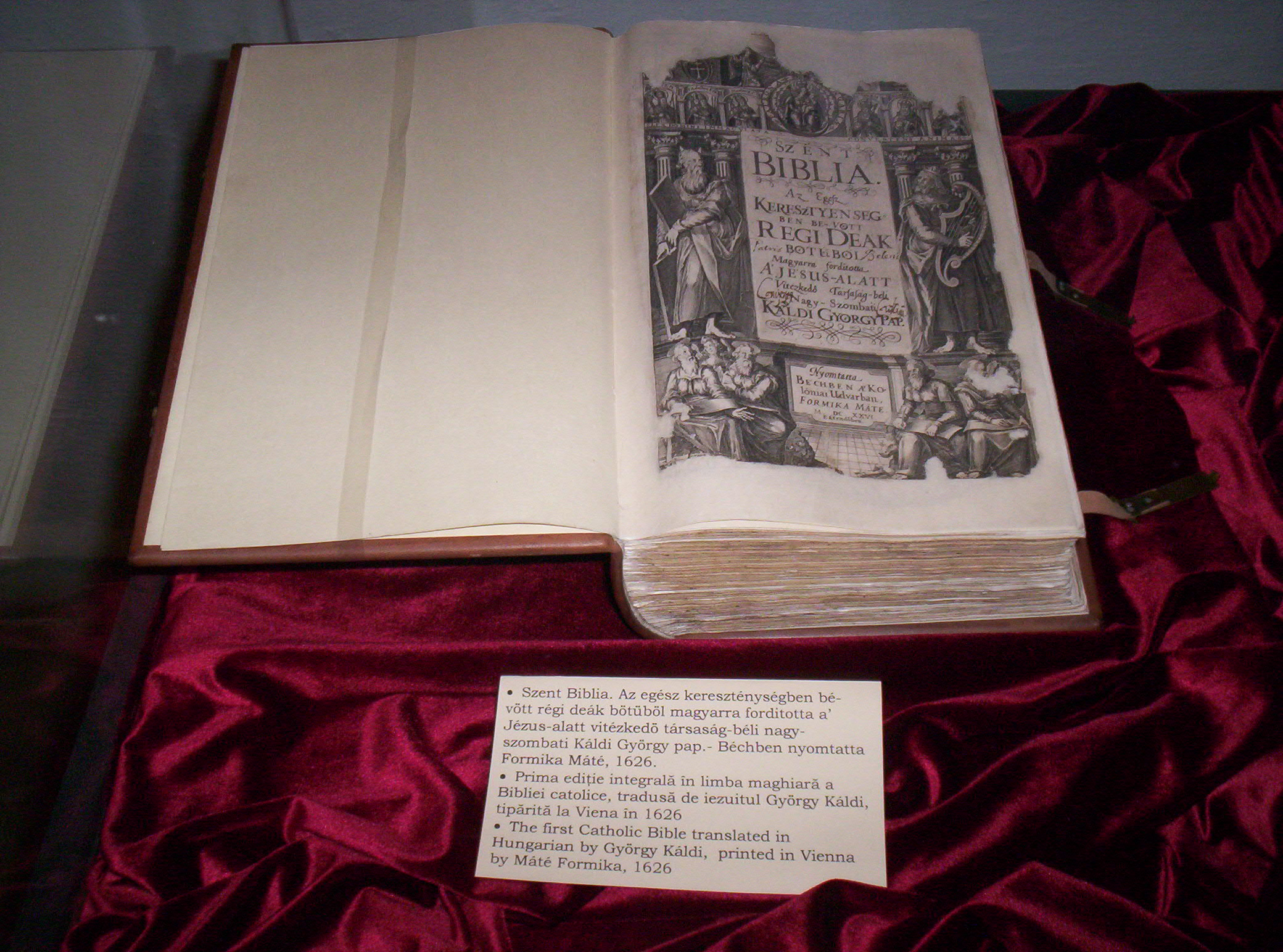
Bibbia del 1626 nel Museo Csíki Székely
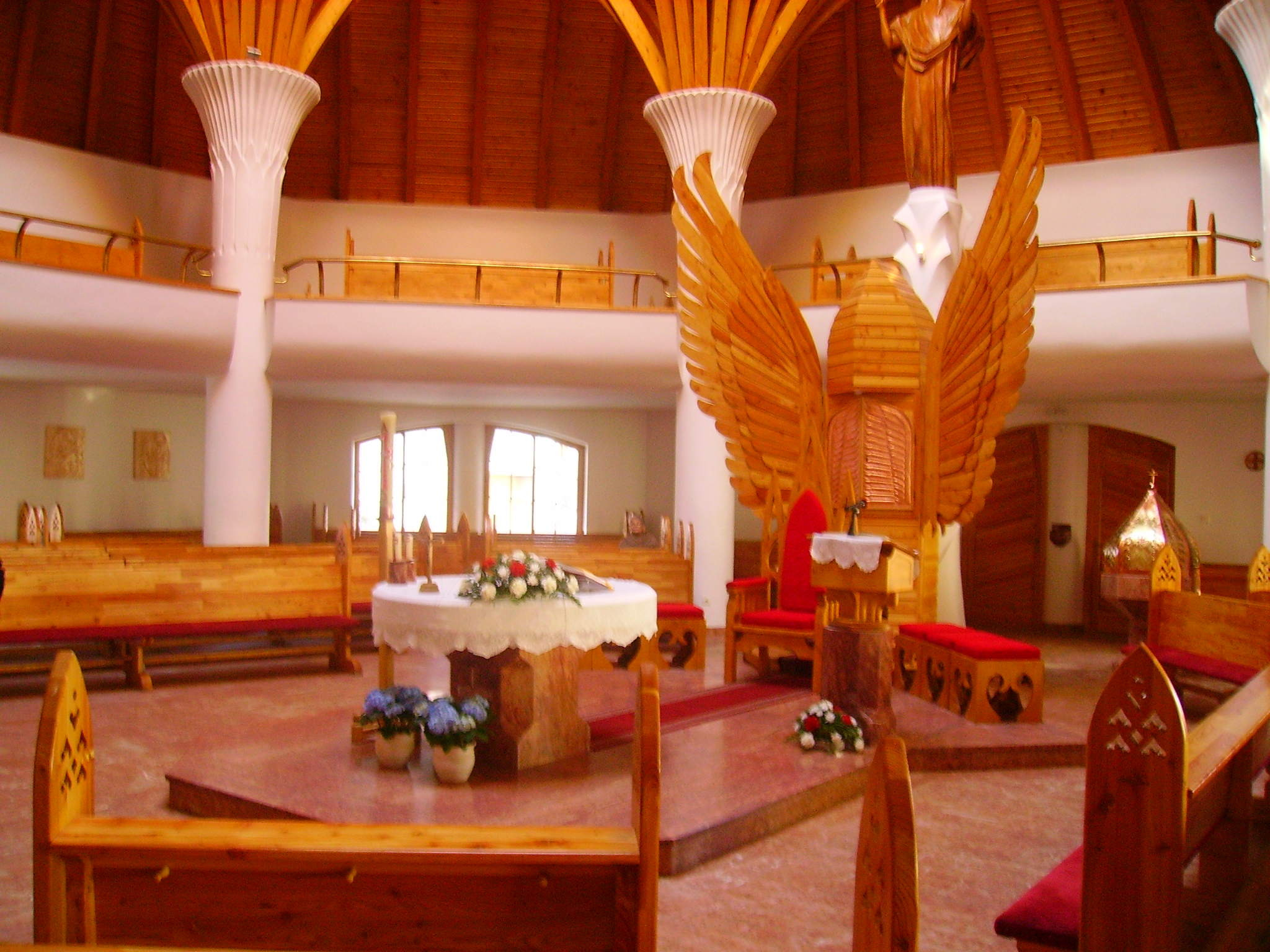
Tempio del Millennio: l'interno
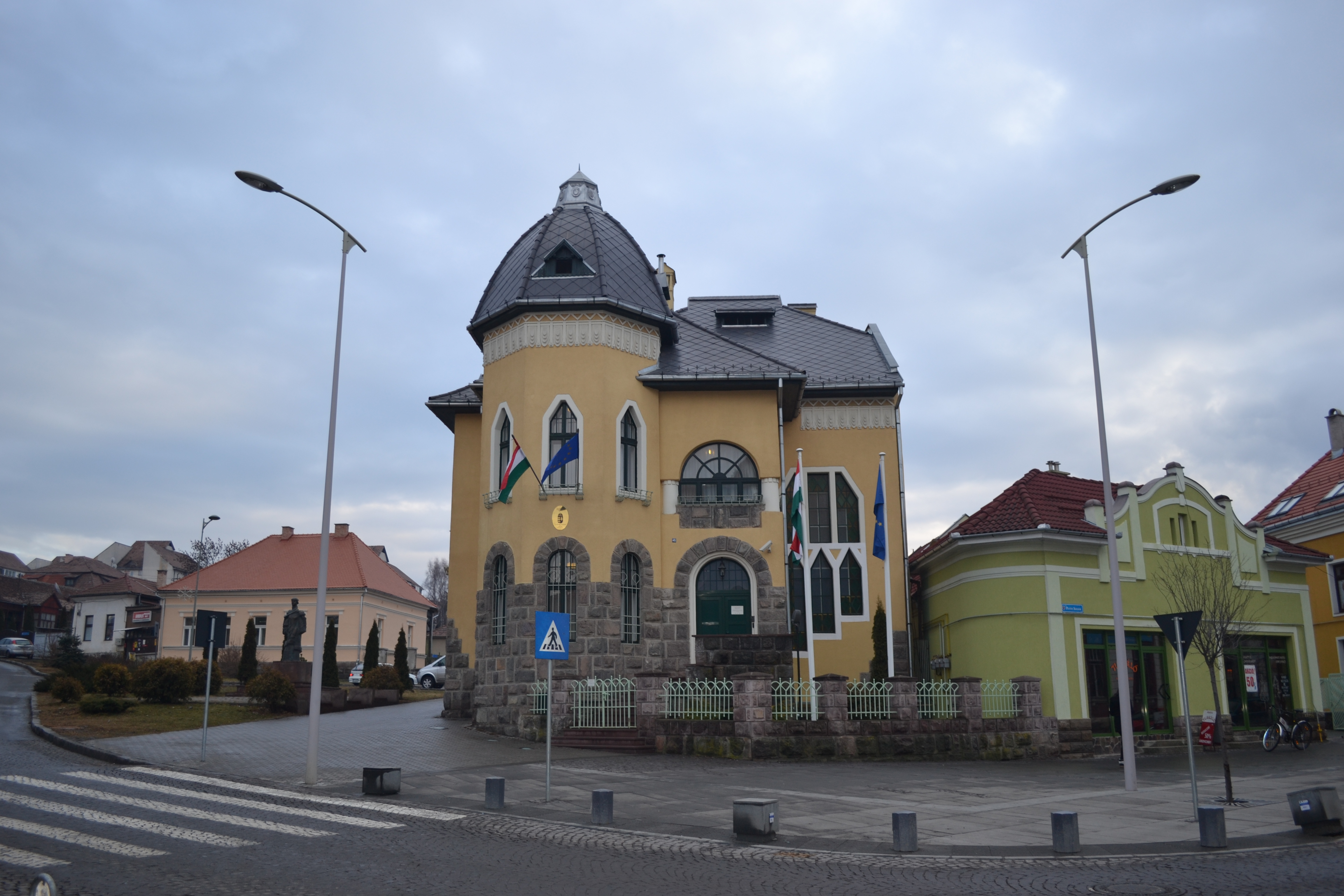
Consolato ungherese
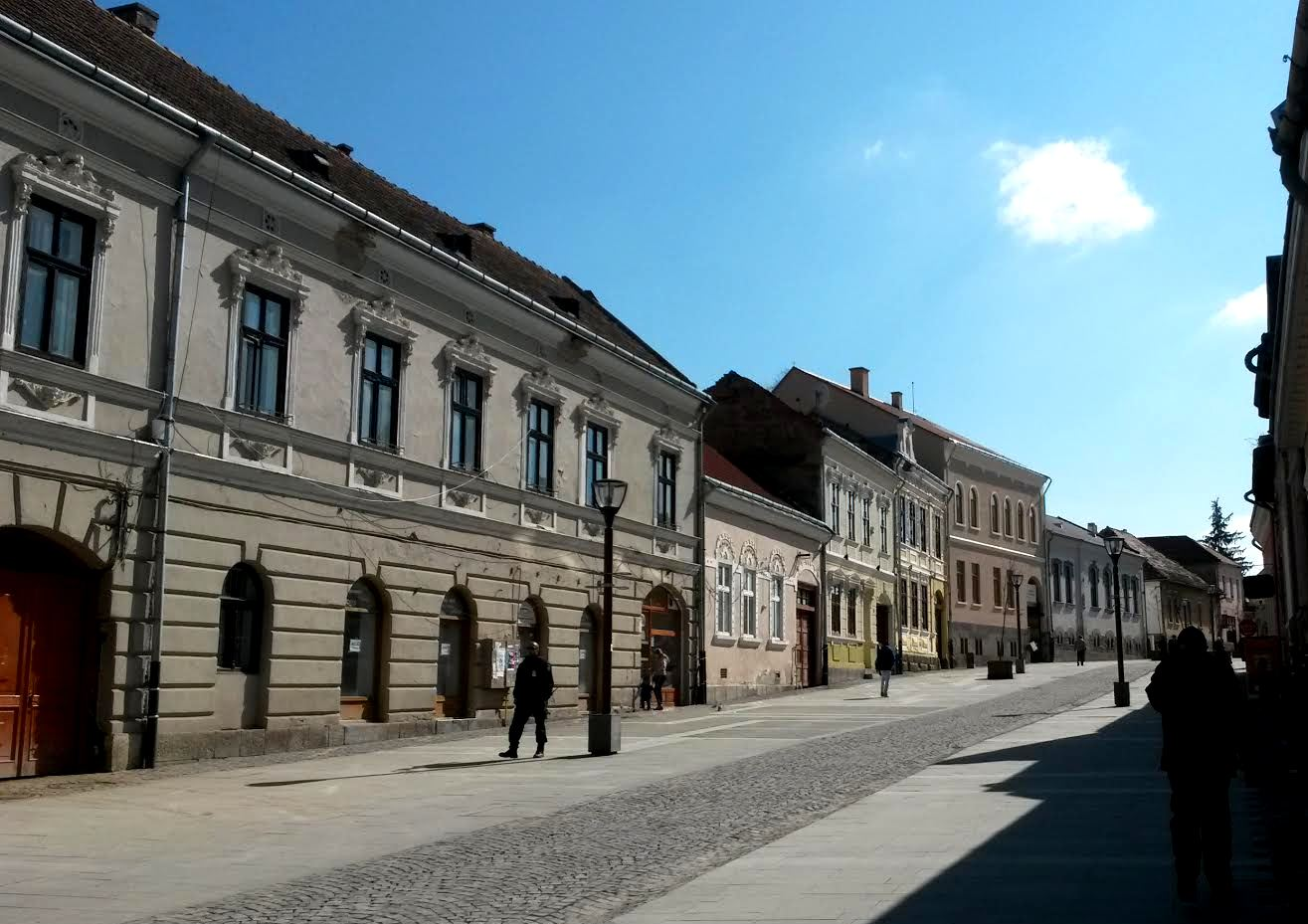
via Petőfi